# Vulpes vulpes silacea
Vulpes vulpes silacea es la subespecie de zorro común (Vulpes vulpes) que se encuentra en la península ibérica. Se caracteriza por poseer un manto grisáceo, menos rojizo y un tamaño menor que los ejemplares del resto del continente europeo.